# Carlos Schneeberger
Carlos Alberto Schneeberger Lemp, mais conhecido como Carlos Schneeberger (Lautaro, 21 de junho de 1902 - Temuco, 1 de outubro de 1973) foi um futebolista chileno. Ele competiu na Copa do Mundo de 1930, sediada no Uruguai.